# 베르베린
베르베린(Berberine)은 벤질아이소퀴놀린 알칼로이드의 프로토베르베린 계열에서 얻어지는 4차 암모늄 양이온으로, 이름의 유래인 베르베리스 종을 비롯한 일부 식물에서 이차 대사산물로서 자연적으로 생성된다.
노란색 안료를 지녔기 때문에, 과거 베르베리스 원료는 양모, 가죽, 목재를 염색하는 데 흔히 사용되었다. 자외선 아래에서 베르베린은 강한 노란색 형광을 나타내며, 이 때문에 조직학에서 비만 세포의 헤파린을 염색하는 데 유용하다. 천연 염료로서 베르베린은 색상 지수 75160을 갖는다.

## 생물학적 원천
다음 식물은 베르베린의 생물학적 원천이다.
- 매발톱나무(Berberis vulgaris)
- 매자나무(Berberis aristata)
- 홍매자(Berberis thunbergii)
- 피브라우레아 틴토리아(Fibraurea tinctoria)
- 뿔남천(Mahonia aquifolium)
- 히드라스티스 카나덴시스(Hydrastis canadensis)
- 잔토리자 심플리시시마(Xanthorhiza simplicissima)
- 황벽나무(Phellodendron amurense)[7]
- 황련(Coptis chinensis)
- 티노스포라 코르디폴리아(Tinospora cordifolia)
- 멕시코 가시양귀비(Argemone mexicana)
- 금영화(Eschscholzia californica)

베르베린은 일반적으로 뿌리, 땅속줄기, 줄기, 껍질에서 발견된다.

## 생합성

베르베린의 생합성

알칼로이드 베르베린은 벤질테트라하이드로아이소퀴놀린 계통에서 유래한 사환식 골격을 가지며, 추가 탄소 원자가 다리로 통합되어 있다. 베르베린 다리의 형성은 S-아데노실 메티오닌(SAM)에서 공급되는 N-메틸기가 이미늄 이온으로 산화되고, 페놀기 때문에 방향족 고리로의 고리화 반응이 일어나는 산화 반응으로 설명된다.
레티큘린은 식물에서 프로토베르베린 알칼로이드의 직접적인 전구체이다. 베르베린은 티로신에서 유래한 알칼로이드이다. L-DOPA와 4-하이드록시피루브산은 모두 L-티로신에서 유래한다. 생합성 경로에서는 두 개의 티로신 분자가 사용되지만, 테트라하이드로아이소퀴놀린 고리 시스템의 펜에틸아민 부분만 도파틀:Definition needed를 통해 형성된다. 나머지 탄소 원자는 4-하이드록시페닐아세트알데하이드를 통해 티로신에서 유래한다.

## 연구
의학적 용도를 포함한 베르베린의 약리학적 효과에 대한 연구는 초기 단계이다. 일부 연구는 세포 배양 또는 동물 모델을 고려하지만, 인간에서 베르베린 사용을 조사하는 임상시험은 제한적이다.
2023년 검토는 베르베린이 지질 농도를 개선할 수 있다고 결론지었다. 다양한 건강 상태에서 베르베린의 효과와 안전성을 제대로 평가하기 위해서는 고품질의 대규모 임상 연구가 필요하다.
베르베린 보충제는 미국에서 널리 판매되지만, 미국 FDA에서 특정 의학적 용도로 승인되지 않았다. 베르베린과 건강상의 이점을 연결하는 연구는 제한적이다. 베르베린 보충제의 품질은 브랜드마다 다를 수 있다. 2017년 연구에 따르면 미국에서 판매되는 15가지 제품 중 6개만이 지정된 베르베린 양의 90% 이상을 함유하고 있었다.

## 부작용
장기적인 인체 임상 시험에서 방귀와 설사가 흔한 문제로 보고되었다. 이 문제는 쥐에서도 재현될 수 있으며, 장내 마이크로바이옴의 혼란이 원인이다.

## 약물 상호작용
베르베린은 약물 대사와 코르티솔, 프로게스테론, 테스토스테론과 같은 스테로이드 호르몬을 포함한 내인성 물질의 제거에 중요한 효소인 CYP3A4의 활성을 억제하는 것으로 알려져 있다. 여러 연구에서 베르베린이 신장 이식 환자의 사이클로스포린 및 건강한 성인 지원자의 미다졸람 농도를 증가시킬 수 있음을 보여주었으며, 이는 CYP3A4에 대한 억제 효과를 확인한다.

## 중국에서의 사용
중국에서는 설사 치료를 위한 일반의약품(OTC)으로 승인되었다. 첨부 문서에는 대장균 및 이질균 종에 대한 효능이 명시되어 있다.
중국 첨부 문서에는 용혈성 빈혈 및 포도당 6-인산 탈수소효소 결핍증(G6PD 결핍) 환자에게 베르베린 사용을 금지하고 있다. 또한 G6PD 결핍증이 있는 어린이의 경우 용혈성 빈혈 및 황달을 유발할 수 있으므로 특히 주의해서 사용해야 한다.